# La República perdida
 La República perdida  es una película documental de Argentina dirigida por Miguel Pérez sobre el guion de Luis Gregorich, según la idea de Enrique Vanoli, que se estrenó el 1 de septiembre de 1983.

## Sinopsis
Documental acerca de la historia argentina que abarca el período comprendido entre 1930 y 1976 utilizando filmes documentales de la época.

## Locución
- Juan Carlos Beltrán

## Comentarios
Jorge Abel Martín en Tiempo Argentino escribió:

«Un documental argentino de visión indispensable.»

Jorge Halperín en Clarín dijo:

«Con una inteligente compaginación….con no pocos hallazgos, la película no consigue, sin embargo, penetrar más allá de una visión fáctica de nuestra política con un esquema histórico insuficiente»

Manrupe y Portela escriben:

«Ante la vuelta de la democracia y la necesidad imperante por revisar la historia reciente, un documento parcial  -punto de vista radical- bastante bien armado y de mucho éxito en su momento.»